# حي المدينة الرياضية (ليبيا)

حي المدينة الرياضية يقع شرق رأس التراب وغرب ام الصفصاف بمدينة البيضاء في ليبيا، ويرجع تسميته بهذا الاسم نسبه إلي المدينة الرياضية الموجودة بها.